# Медицинская химия
Медицинская химия
 (англ. Medicinal chemistry) — научная дисциплина, которая занимается, оптимизацией и получением лекарств и биологически активных соединений, изучает их метаболизм, способ действия на молекулярном уровне, а также зависимости «структура-активность» (QSAR). Включает в себя аспекты химии, биологии, медицины и фармацевтики.
Важную роль в медицинской химии играют органический синтез, химия природных соединений и вычислительная химия, которые сочетаются с химической биологией, энзимологией и структурной биологией.
Из биологических наук в медицинской химии важны биохимия, молекулярная биология, фармакогнозия и фармакология, токсикология, медицина и ветеринария.
Лекарственные препараты — это чаще всего органические соединения. Их можно поделить на два крупных класса — т. н. малые молекулы (например, ацетилсалициловая кислота, тетрациклин, аторвастатин) и биомолекулы, чаще всего протеины (рекомбинантные антитела, гормоны — инсулин, эритропоэтин). Неорганические и металлоорганические вещества в роли лекарств выступают редко. Примером могут служить карбонат лития и цисплатин (неорганическое и металлорганическое соединение, соответственно).

## История медицинской химии
Началом медицинской химии можно считать конец XIX века, но окончательно она оформилась лишь к 70-м годам XX века. Разумеется, отдельные лекарственные средства были известны издревле; например, касторовое масло использовалось еще в Древнем Египте. С древнейших времен применяли производные ртути, мышьяка и сурьмы, но лечение ими зачастую было более опасным, чем сама болезнь.
В XVI веке швейцарский врач и алхимик Парацельс подверг критике древнюю медицину и способствовал внедрению химических препаратов, основав ятрохимию.
В XIX веке, благодаря новым методам химического анализа и разделения, удалось выделить активные ингредиенты многих лекарственных растений: хинин, морфин, салициловую кислоту и другие.
Развитие органической химии в середине-конце XIX века позволило получать лекарственные препараты чисто синтетическим путем, например, салициловую кислоту и ее производное, ацетилсалициловую кислоту (аспирин).
На рубеже XIX—XX веков Пауль Эрлих разрабатывает концепцию химиотерапии — лечения заболеваний с помощью ядов или токсинов, избирательно действующих на инфекционный агент (т. н. «волшебных пуль», англ. magic bullets). В 1907 в его лаборатории синтезируют сальварсан, первое эффективное средство от сифилиса.

В 1920—1940 годах открываются первые противомикробные препараты и антибиотики: стрептоцид (Герхард Домагк), пенициллин (Александр Флеминг), хлорамфеникол. 
В конце XX века развитие биотехнологий позволило направлено синтезировать сложные биологические молекулы в качестве лекарственных препаратов, например, гормоны и моноклональные антитела.

## Путь лекарственного препарата
Разработка нового лекарства от выдвижения гипотезы до вывода препарата на рынок занимает 12-15 лет и стоит свыше 1 млрд долларов. В 2006—2015 годах в США лишь 9,6 % кандидатов успешно прошли клинические испытания и получили одобрение Управления по контролю качества пищевых продуктов и лекарственных препаратов (FDA).

### Обнаружение («Discovery»)
На стадии обнаружения идентифицируют первые соединения, которые обладают желаемой активностью по отношению к биологической мишени, т. н. «хиты́» (от англ. hit — «попадание в цель»). Такими начальными хитами могут быть новые химические соединения (например, из комбинаторных библиотек) или же известные лекарственные вещества и природные соединения. Хиты часто обнаруживают путем изучения взаимодействия небольших молекулярных фрагментов с биологическими мишенями (энзимами, рецепторами и т. д.) Библиотеки фрагментов могут быть получены комбинаторным синтезом или же взяты из имеющихся архивов фармкомпаний.

### Оптимизация («Hit to lead» и «lead optimization»)
После обнаружения нескольких десятков активных соединений-хитов, их подвергают более глубокому анализу, например, изучению зависимости «структура — активность» и установлению структурных фрагментов, несовместимых с крупномасштабным химическим синтезом. Структуры отобранных соединений продолжают варьировать для улучшения биологической активности (основной и побочной) и физико-химических свойств (растворимость, прохождение через мембраны, метаболизм и т. д.) Основными факторами на данном этапе являются способность фармакофора связываться с биологической мишенью (определяется трехмерной структурой и взаимным расположением активных центров), фармакокинетика и фармакодинамика молекулы и ее токсикологический профиль (устойчивость к нежелательному метаболизму, отсутствие гено-, гепато- и сердечной токсичности). Наиболее перспективные «хиты» (обычно 2-3) переходят в разряд «лидов» (англ. lead) и отправляются на токсикологические и, в дальнейшем, клинические испытания.

### Клинические испытания
На стадии клинических испытаний отобранные лекарства-кандидаты (лиды) впервые вводятся в организм человека и их активность всесторонне изучается на небольших группах добровольцев (обычно от 10 до 3000 человек, в зависимости от заболевания и фазы испытаний). Этот сложный процесс проходит под строгим контролем в несколько стадий, т. н. фаз:
1. Фаза I. Изучается переносимость лекарств-кандидатов здоровыми добровольцами, фармакокинетические и фармакодинамические параметры (абсорбция, распределение, метаболизм, экскреция), а также предпочтительная форма применения и безопасные дозировки.
2. Фаза II. Определяется уровень дозирования и схема приема препарата людьми с заболеванием.
3. Фаза III. Подтверждается безопасность препарата и его эффективность при заявленных заболеваниях.
4. Фаза IV. Пострегистрационные исследования. Они не требуются для регистрации лекарственного препарата, но необходимы для оптимизации его применения. На этой стадии могут уточняться взаимодействия с другими лекарствами или продуктами питания, анализ применения у разных возрастных групп и т. д.

### Промышленный синтез
Клинические и доклинические испытания требуют большие количества тестируемых веществ (от нескольких сотен грамм до десятков килограмм), которые значительно превышают синтетические возможности лабораторий медицинской химии. Поэтому соединения, отобранные для испытаний, подвергаются повторному ретросинтетическому анализу для установления эффективного и масштабируемого синтеза, а также наиболее эффективной лекарственной формы. Разработка промышленного синтеза — сложный многофакторный процесс, в котором необходимо сбалансировать стоимость производства (реагенты, оборудование, труд), безопасность синтеза для рабочих и окружающей среды, чистоту конечного продукта и стабильность лекарственной формы при хранении. Эти требования регулируются согласно т. н. правилам GMP (англ. Good Manufacturing Practice; надлежащая производственная практика).